# James Bond 007: Agent Under Fire
James Bond 007: Agent under Fire (2001) är titeln på ett spel utvecklat av Electronic Arts. Spelet finns utgivet till Gamecube, Playstation 2 och Xbox. Andrew Bicknell, Adam Blackwood, Vanessa Marshall och Caron Pascoe m.fl. har gjort rösterna.